# Pitcairnia tuberculata
Pitcairnia tuberculata är en gräsväxtart som beskrevs av Lyman Bradford Smith. Pitcairnia tuberculata ingår i släktet Pitcairnia och familjen Bromeliaceae. Inga underarter finns listade i Catalogue of Life.